# Deidameia (Tochter des Aiakides)
Deidameia (altgriechisch Δηιδάμεια Dēidámeia; † wohl 298 v. Chr.) war eine Tochter des Königs Aiakides von Epiros und eine Schwester von König Pyrrhos von Epiros aus der Dynastie der Aiakiden.
Arrangiert von ihrer Tante Olympias wurde Deidameia noch als Kind im Jahr 317 v. Chr. mit König Alexander IV. Aigos verheiratet, dem Sohn Alexanders des Großen. Die Ehe hatte allerdings keinen langen Bestand, da schon im Frühjahr 316 v. Chr. Kassander die makedonische Königsfamilie, darunter Deidameia, in Pydna belagerte und kurz darauf gefangen nahm. König Alexander IV. Aigos blieb bis zu seiner Ermordung um 310 v. Chr. im Arrest, ob Deidameia dabei an seiner Seite war, ist unklar, jedenfalls überlebte sie ihren Mann.
Anlässlich einer Herafeier im Heraion von Argos im Jahr 303 v. Chr. wurde Deidameia mit dem Herrscher Griechenlands, Demetrios Poliorketes verheiratet. Wie sie aus dem Machtbereich des Kassander gekommen war, ist unklar, jedenfalls lag ihrer Ehe ein politisches Motiv zugrunde. Ihr Bruder Pyrrhos war von Kassander aus der Herrschaft über Epiros verdrängt worden, weshalb er nun dem Prinzip „der Feind meines Feindes ist mein Freund“ folgend ein Bündnis mit Demetrios Poliorketes suchte, der wiederum der ärgste Feind Kassanders in Europa war. Sie war bereits die dritte offizielle Ehefrau des polygam lebenden Demetrios. Aus der Ehe ging ein gemeinsamer Sohn namens Alexander († wohl um 246/240 v. Chr.) hervor.
Nach der Niederlage in der Schlacht von Ipsos 301 v. Chr. brach die Herrschaft des Demetrios in Griechenland zusammen. Deidameia befand sich zu diesem Zeitpunkt in Athen (mit dem Parthenon als Residenz), wo die von Demetrios gestützten Demokraten von einer oligarchischen Gegenbewegung gestürzt wurden. Die neuen Machthaber verwiesen Deidameia der Stadt, führten sie aber ihrer königlichen Würde gemäß nach Megara, das noch zu Demetrios hielt. Von dort reiste sie um 299 v. Chr. nach Kilikien, das Demetrios von Pleistarchos zurückerobert hatte, wo sie wohl kurz darauf starb.